# Richard Swift (cantante y compositor)
Richard Swift (16 de marzo de 1977 – 3 de julio de 2018) fue un cantante, compositor, multinstrumentista, productor y director de cortometrajes estadounidense. Fue el fundador, propietario e ingeniero de grabación de National Freedom, un estudio de grabación ubicado en Oregón, y trabajó como productor, colaborador, musa e influencer para bandas como The Shins, Damien Jurado, David Bazan (de Pedro the Lion), Foxygen, Jessie Baylin, Nathaniel Rateliff, Lucius, Lonnie Holley, The Mynabirds, Wake Owl, Laetitia Sadier de Stereolab, Gardens & Villa, Cayucas y Guster. Swift fue miembro de las bandas de indie rock The Shins y The Arcs. También formó parte de The Black Keys durante su gira 2014-2015, actuando como su bajista de gira y cantante de acompañamiento.

## Primeros años
Nacido en California el 16 de marzo de 1977 con el nombre de Ricardo Ochoa, en una familia de músicos cuáqueros, Swift comenzó a actuar y cantar en iglesias siendo todavía un niño. Durante su juventud su familia se mudó con frecuencia, estableciéndose temporalmente en zonas rurales de Minnesota, Utah y Oregón. Siendo adolescente trabajó en una granja cerca de International Falls, Minnesota.

## Trayectoria

### En solitario
Ricardo "Dicky" Ochoa lanzó su primer álbum en solitario bajo el nombre de Dicky Ochoa en Metro One Recordings en 2000. En 2002 lanzó un álbum llamado Company con Frank Lenz y Elijah Thomson. También en 2002 apareció acreditado como músico en el álbum Live Worship de Promise Keepers. En 2001 Swift se mudó al sur de California para seguir su carrera discográfica en solitario. Ese mismo año grabó Walking Without Effort, un álbum inicialmente inédito con el baterista y productor Frank Lenz. Gran parte de sus primeras grabaciones fueron registradas en una grabadora de casete de cuatro pistas. De 2002 a 2005 lanzó cuatro pequeñas tandas de sencillos de vinilo de 7" "fabricados correctamente"  a través de Velvet Blue Music. En 2003 vio la luz The Novelist, y en 2005 Walking Without Effort (grabado en 2001), combinando posteriormente los dos álbumes para dar lugar al disco doble The Richard Swift Collection Vol. 1 lanzado por Leftwing Recordings en agosto de 2004. Firmó con el sello independiente Secretly Canadian, quien luego relanzó The Richard Swift Collection Vol. 1 en 2005. En 2007, Secretly Canadian y Polydor publicaron el álbum que sería la continuación lógica, Dressed Up For the Letdown. Ese mismo año Swift conoció al líder de Wilco, Jeff Tweedy, durante una grabación del programa de la BBC Later... with Jools Holland. Tweedy le pidió a Swift que apoyara a Wilco en su gira Sky Blue Sky US Tour. Durante la gira Tweedy invitó a Swift a grabar en sus estudios Loft en Chicago.
En octubre de 2007 Swift comenzó su cuarto álbum en los estudios Wilco Loft. En abril de 2008 Secretly Canadian lanzó un doble EP titulado Richard Swift As Onasis. En agosto de 2008 Swift lanzó un EP titulado Ground Trouble Jaw como descarga digital gratuita. En abril de 2009 Secretly Canadian lanzó The Atlantic Ocean. Coproducido por Mark Ronson, el álbum contó con invitados especiales como Pat Sansone, Casey Foubert (Sufjan Stevens), Sean Lennon y Ryan Adams. En 2011 lanzó otro EP en solitario titulado Walt Wolfman.

### Productor y artista de apoyo
Además de la música grabada bajo su propio nombre y de su trabajo como productor, también fue teclista en la banda Starflyer 59 entre 2002 y 2003, tocando con ellos en directo y contribuyendo a su álbum de 2003 Old. También encabezó su propio proyecto paralelo de música electrónica, Instruments of Science and Technology.

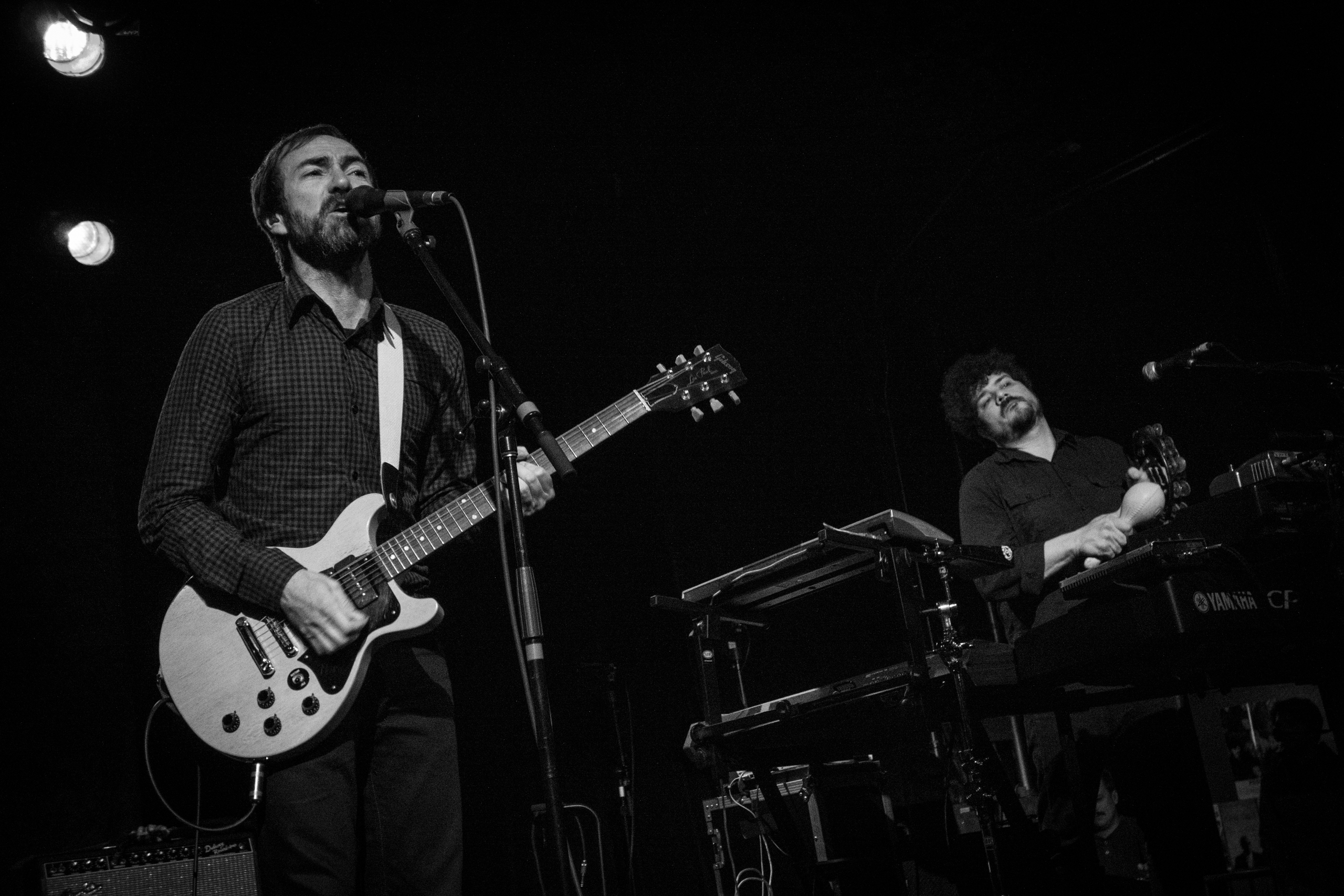
Swift tocando con The Shins en diciembre de 2012

Swift también tocó en varios álbumes de Michael Knott, CUSH, Kat Jones, Pony Express, Damien Jurado, y trabajó con Frank Lenz en los discos en solitario de este.
En una entrevista de 2007 Swift afirmaba sobre sus técnicas como productor e ingeniero: "La mayoría de mis técnicas de grabación provienen de observar las fotos del interior de los LP de Sly & The Family Stone o los Beatles, o de ver Sympathy for the Devil y pensar: 'Oh! ¡Ahí es donde ponen el micrófono!" Swift es conocido por sus colaboraciones como multinstrumentista en los álbumes que produce. Desde 2009 comenzó a dedicar más tiempo a su trabajo para otros artistas como productor y componente de la banda. En mayo de 2010 lanzó Saint Bartlett, el disco de su amigo Damien Jurado en el sello Secretly Canadian. En 2010 produjo también What We Lose in the Fire We Gain in the Flood de The Mynabirds y coprodujo el álbum de Laetitia Sadier The Trip. En 2011 se unió a The Shins, comenzando a hacer giras con The Black Keys como su bajista en 2014. En 2015, produjo el álbum homónimo para Nathaniel Rateliff & the Night Sweats.

## Vida personal y muerte
Swift vivió en Cottage Grove, Oregón, donde conoció a su esposa, Shealynn. Tuvieron tres hijos.
El 19 de junio de 2018 Pitchfork informó que Swift había sido hospitalizado en Tacoma, Washington, recuperándose de una "situación potencialmente mortal" no revelada y de que se había creado un micromecenazgo a través de la plataforma GoFundMe para ayudar a cubrir sus gastos médicos. Murió el 3 de julio de 2018 en Tacoma. Seis días más tarde, la familia de Swift publicó un comunicado confirmando que había sido alcohólico a lo largo de su vida, y que su muerte fue causada en última instancia por "complicaciones relacionadas con la hepatitis, así como el estrés hepático y renal".

## Discografía

### Álbumes
- The Novelist – US (2003)[13]
- Walking Without Effort – EE. UU. (grabado en 2001, lanzado en 2005)[11][13]
- Dressed Up for the Letdown – EE. UU. & Reino Unido (Secretly Canadian y Polydor, 2007)[15][16][18]
- Music From the Films of R/Swift – Lanzado bajo el nombre "Instruments of Science & Technology – EE. UU. (Secretly Canadian, 2008)[29]
- Richard Swift As Onasis – EE. UU. (Secretly Canadian, 2008)[23]
- The Atlantic Ocean (Secretly Canadian, 2009)[25]
- Library Catalog Music Series, Vol. 7: Music for Paradise Armor – Lanzado bajo el nombre Instruments of Science & Technology (Asthmatic Kitty, 2010)[41]
- The Hex (Secretly Canadian, 2018)[42]

### EPs y sencillos
- Buildings in America (2004)[43]
- You're Lying (2004)[44]
- P.S. It All Falls Down (2005)[45]
- Nothing to Do with Foxy Boxing (2005)[46]
- Beautifulheart (2006)[47]
- Kisses for the Misses (single, 2007)[48]
- The Songs of National Freedom (single, 2007)[48]
- Ground Trouble Jaw (2008)[19][49]
- Lady Luck (single, 2009)[20]
- The Atlantic Ocean (2009)[50]
- Walt Wolfman (2011)[26]
- Kensington (2014)[51][52]

### Cajas recopilatorias
- The Richard Swift Collection, Volume 1: The Novelist / Walking Without Effort – US (2005)[14]

### Como productor
- The Mynabirds – What We Lose in the Fire We Gain in the Flood (2010)[13]
- Foxygen – We Are the 21st Century Ambassadors of Peace & Magic (2013)[13]
- Pure Bathing Culture – Moon Tides (2013)[53]
- Nathaniel Rateliff & The Night Sweats – Nathaniel Rateliff & the Night Sweats (2015), Tearing at the Seams (2018)[54]
- Damien Jurado – Saint Bartlett (2010), Maraqopa (2012), Brothers and Sisters of the Eternal Son (2014), Visions of Us on the Land (2016)[13]
- Guster – Evermotion (2015)[cita requerida]